# Jefferson Manatad
Jefferson Manatad Rosqueta (ur. 11 lipca 1995) – filipiński zapaśnik walczący w obu stylach. Zajął dwunaste miejsce na igrzyskach azjatyckich w 2018. Srebrny medalista igrzysk Azji Południowo-Wschodniej w 2021 i 2023; brązowy w 2019. Trzeci na mistrzostwach Azji Południowo-Wschodniej w 2018 i 2022roku.